# Каролев (гміна Стшельце)
Каролев (пол. Karolew) — село в Польщі, у гміні Стшельці Кутновського повіту Лодзинського воєводства.
Населення — 133 особи (2011).
У 1975-1998 роках село належало до Плоцького воєводства.

## Демографія
Демографічна структура станом на 31 березня 2011 року:
|          | Загалом | Допрацездатний вік | Працездатний вік | Постпрацездатний вік |
| -------- | ------- | ------------------ | ---------------- | -------------------- |
| Чоловіки | 70      | 15                 | 50               | 5                    |
| Жінки    | 63      | 11                 | 36               | 16                   |
| Разом    | 133     | 26                 | 86               | 21                   |